# Wohn- und Geschäftshaus Bahnhofstraße 64
Das Wohn- und Geschäftshaus Bahnhofstraße 64 in Bruchhausen-Vilsen stammt aus dem 19. Jahrhundert. Aktuell ist hier die Sparkasse untergebracht.
Das Gebäude steht unter Denkmalschutz (siehe auch Liste der Baudenkmale in Bruchhausen-Vilsen).

## Geschichte
Das zweigeschossige neunachsige verputzte spätklassizistische Gebäude mit Krüppelwalmdach wurde 1871 gebaut. Zuvor stand hier ein Wohnhaus. Von 1871 bis um 1920 war es das Hotel Louisville mit einem großen Saal für 300 Personen und einer Kegelbahn, das Claus Friedrich Dörgeloh (* 1841) eröffnete und ab 1907 sein Sohn Johann (Jonny) betrieb. Danach wurde es als Hotel Dörgeloh von der Familie geführt und ab 1933 verpachtet. 1945 wurde das Gebäude von den Engländern besetzt und danach übernahm wieder die Familie das Hotel, verpachteten es 1954 und verkauften 1964 an Rudolph Schlobohm. Ein Kino im Saal betrieb ab 1969 Walter Spannhake.
1981, nach Aufgabe des Hotels, kaufte die Kreissparkasse Syke das Haus und baute es um; nur die Fassade blieb erhalten. Anbauten erfolgten an der rückwärtigen Seite. Auch die Industrie- und Handelskammer (IHK) hat hier seit 2019 ihren Sitz.